# Gare de Layrac
Gare de Layrac vasútállomás Franciaországban, Layrac településen.

## Vasútvonalak
Az állomást az alábbi vasútvonalak érintik:
- Agen–Vic-en-Bigorr-vasútvonal

## Kapcsolódó állomások
A vasútállomáshoz az alábbi állomások vannak a legközelebb: